# Mheer (gemeente)
Mheer is een voormalige gemeente in Nederlands Zuid-Limburg, die bestond uit het gelijknamige dorp en de buurtschappen Banholt en Terhorst. Mheer ging in 1982 op in Margraten, dat in 2011 weer opging in de gemeente Eijsden-Margraten. Mheer grensde aan de gemeenten St. Geetruid, Gulpen en Noorbeek.
De naam Mheer is afgeleid van het Oudnederlandse "mere" (meer). In het wapen van de gemeente staan de volgende familiewapens: drie zilveren zwanen van Van Mere, gouden en blauwe verticale balken van Van Libeek, negen schelpen van Van Imstenraedt en de kram van 'De Loë' (de huidige bewoners van kasteel Mheer).
In de gemeente staan twee parochiekerken, de St. Lambertuskerk
in Mheer en de St. Gerlachuskerk in Banholt. Inwoners van omliggende gehuchten waren aangewezen op een van deze twee kerken.

## Historische inwoneraantallen
Mheer was tot aan de Tweede Wereldoorlog een kwakkelgemeente, die net zo vaak kromp als groeide.
| Jaar | Aantal | Groei (heel Limburg) |
| ---- | ------ | -------------------- |
| 1830 | 872    | --                   |
| 1840 | 867    | −0,6% (0+5,6%)       |
| 1849 | 970    | +11,9% (0+4,3%)      |
| 1859 | 1.017  | +4,8% (0+4,4%)       |
| 1869 | 916    | −1,0% (0+4,5%)       |
| 1879 | 930    | +1,5% (0+7,0%)       |
| 1889 | 816    | −12,3% (0+6,8%)      |
| 1899 | 878    | +7,6% (+10,2%)       |

| Jaar | Aantal | Groei (heel Limburg) |
| ---- | ------ | -------------------- |
| 1909 | 866    | −1,4% (+17,8%)       |
| 1920 | 899    | +3,8% (+32,6%)       |
| 1930 | 954    | +6,1% (+25,1%)       |
| 1947 | 1.094  | +14,7% (+24,2%)      |
| 1956 | 1.178  | +7,7% (+27,3%)       |
| 1960 | 1.196  | +1,5% (0+7,4%)       |
| 1971 | 1.355  | +13%,0 (+13,6%)      |

Opmerking
- Bij de volkstelling van 1971 zijn de inwoneraantallen op hele vijftallen afgerond. Gelet op het kleine aantal inwoners van Mheer is het groeicijfer voor dat jaar daarom niet exacter dan in hele procenten.

Relatieve ontwikkeling van 1830 tot 1971
(v1830=100)
Groen: Gemeente Mheer

Blauw: Provincie Limburg

## Referentie
1. ↑  Meer, Ad van der en Boonstra, Onno "Repertorium van Nederlandse gemeenten" 1812–2011, KNAW, 2006/2011 download (archive.org)
2. ↑  Volkstelling 1830
3. ↑  Volkstelling 1840 - Limburg. Gearchiveerd op 6 juli 2022.
4. ↑  Volkstelling 1849 - Hertogdom Limburg: gemeentegewijze indeling van de provincie. Gearchiveerd op 5 maart 2016.
5. ↑  Volkstelling 1859 - Plaatselijke indeling. Gearchiveerd op 24 mei 2023.
6. ↑  Volkstelling 1869 - Feitelijke of getelde bevolking in elke gemeente van het rijk. Gearchiveerd op 24 mei 2023.
7. ↑  Volkstelling 1879 - Limburg: plaatselijke indeling. Gearchiveerd op 5 juli 2022.
8. ↑  Volkstelling 1889 - Limburg. Gearchiveerd op 24 mei 2023.
9. ↑  Volkstelling 1899 - Limburg. Gearchiveerd op 4 juli 2022.
10. ↑  Volkstelling 1909 - Plaatselijke indeling. Gearchiveerd op 24 mei 2023.
11. ↑  Volkstelling 1920 - Plaatselijke indeling. Gearchiveerd op 22 november 2024.
12. ↑  Volkstelling 1930 - Plaatselijke indeling. Gearchiveerd op 4 juli 2022.
13. ↑  Volkstelling 1947 - Plaatselijke indeling. Gearchiveerd op 4 juli 2022.
14. ↑  Woningtelling 1956 - Voornaamste gegevens per gemeente
15. ↑  Volkstelling 1960 - Bevolking van gemeenten en onderdelen van gemeenten. Gearchiveerd op 21 april 2023.
16. ↑  Volkstelling 1971 - Plaatselijke indeling. Gearchiveerd op 27 maart 2024.